# Verbascum paniculatum
Verbascum paniculatum är en flenörtsväxtart som beskrevs av Eugenii Vladimirowitsch Wulff. Verbascum paniculatum ingår i släktet kungsljus, och familjen flenörtsväxter. Inga underarter finns listade i Catalogue of Life.